# 日刊新周南
日刊新周南（にっかんしんしゅうなん）は、山口県の周南市、下松市、光市をエリアに発行されている日刊紙。発行元は、山口県周南市に本社を置く株式会社新周南新聞社。発行部数は、周南地区で公称約10,000部。

## 沿革
旧徳山市と旧新南陽市を主な発行エリアにしていたローカル紙「徳山公論」（1947年創刊）を継承する形で、地場有力企業の西京銀行や山口放送などが出資して現在の会社を設立し、1985年に創刊。取材範囲および発行エリアを旧熊毛町、旧鹿野町、下松市、光市に広げた。
日本新聞協会は非加盟。1999年11月に価格改定を実施。2015年6月からは、紙面サイズをブランケット判からタブロイド判に変更した。2022年7月に月極め購読料を2,370円からから2,780円に価格改定。
2024年10月1日から月極め購読料を2,780円からから3,300円に、1部売り価格を140円から150円に値上げ。

## 紙面の特徴
- 地域密着型で、周南市長の動向、議会の動きや論戦のほか、地域のイベントは大小にかかわらず詳細に報道している。
- 土曜、日曜、祝日は新聞休刊日[5]。
- タブロイド判8面建てで、1面と8面はカラー印刷。

## 業務内容
- 地方新聞「日刊新周南」の発行。
- 女性向けフリーペーパー「mirai」の編集・発行。公称発行部数約30,000冊[2]。
- 高齢者向け情報誌「R70」編集・発行[2]。
- パンフレット・チラシ・名刺など印刷物全般の制作・印刷[2]。
- 映像制作事業部「WAVE」- ケーブルテレビ番組の制作、企業や特定の団体向けPR・プロモーション映像などの制作[2]。
- シティーケーブル周南（CCS）やKビジョンで放映する自社制作番組「キャッチアップ周南」では、日刊新周南の記者がニュース解説で出演している。
- 小規模新聞社では珍しい労働組合（全国一般山口地方労働組合新周南新聞支部）がある。